# Lasersko čišćenje umjetnina
Lasersko čišćenje umjetnina je jedna od novijih tehnika čišćenja predmeta kulturne baštine, te se u današnjoj konzervaciji i restauraciji sve više primjenjuje. Iako su prvi eksperimentalni pokušaji korištenja lasera za čišćenje umjetnina započeli još početkom sedamdesetih godina prošlog stoljeća (John Asmus), puni zamah u korištenju počinje nakon 1995. godine kada je u Heraklionu,na otoku Kreti u Grčkoj održana prva međunarodna konferencija posvećena ovoj problematici LACONA (Lasers in the Conservation of Artworks), od tada se ova manifestacija održava svake druge godine.

## Povijest uporabe
Godine 1972. konzervatorica Giulia Musumeci predlaže korištenje lasera za čišćenje kamenih skulptura,te se izvode i prva eksperimentalna čišćenja umjetnina laserom. Od 1975. do 1978. godine provodi se eksperimentalno lasersko čišćenje kamenih skulptura u Veneciji. Od 1974. do 1978. godine rađena su istraživanja vezana za primjenu lasera za čišćenje umjetnina u Center for Art Science Studies (CASS), u San Diegu.

## Glavna područja primjene
- Kamen
- Metal

## Primjena u Hrvatskoj
U Hrvatskoj je laser za čišćenje umjetnina prvi puta korišten 2005. godine u Splitu, za čišćenje rimskih skulptura iz Narone.
Po drugim izvorima prve demonstracije rada laserom kod nas bile su na međunarodnom seminaru posvećenom konzervaciji kamena KONKAM 2004.,također u Splitu. Laser je korišten i za čišćenje kamena na splitskom Peristilu.Osim ovih objekata laser je korišten i za čišćenje kamena na crkvi Sv.Vlaha u Dubrovniku,te na pilu Sv.Trojstva u Osijeku.
Danas ( 2015.!) u Hrvatskoj nekoliko privatnih tvrtki nudi usluge čišćenja predmeta kulturne baštine laserom.Hrvatski restauratorski zavod navodno posjeduje 2 lasera za čišćenje umjetnina(izgleda da se radi o uređajima engleske tvrtke Lynton,cijena oko 20000 funti plus PDV).

## Vanjske poveznice
- Lasersko čišćenje u kozervaciji umjetnina  Arhivirana inačica izvorne stranice od 2. siječnja 2013. (Wayback Machine) (engl.)
- Y.S.Kooh :Lasersko čišćenje kao konzervacijska tehnika za korodirane metalne predmete (engl.)
- Y.S.Kooh:Cleaning of Metal Artifacts using Pulsed laser
- Lasersko čišćenje kamena  Arhivirana inačica izvorne stranice od 18. studenoga 2008. (Wayback Machine) (engl.)
- 37 years of lasers in the conservation of art[neaktivna poveznica]
- La practca de la limpieza con laser en materiales metalicos  Arhivirana inačica izvorne stranice od 20. veljače 2015. (Wayback Machine)
- Лазерная очистка позолоченных бронзовых и медных поверхностей  Arhivirana inačica izvorne stranice od 14. prosinca 2013. (Wayback Machine)
- Laser cleaning in conservation of stone, metal and painted artifacts:State of the art and new insights on the use of the Nd:YAG lasers
- [neaktivna poveznica]
- Ivo Donelli Pokušaj čišćenja laserom mramorne antičke skulpture br. 12. iz Augusteuma u Naroni
- LASER CLEANING ma TEZA  Arhivirana inačica izvorne stranice od 23. srpnja 2016. (Wayback Machine)
- Claudia Laue:Studies on the possibility of separation of transparent coatings on wooden surfaces by laser-radiation

## Video zapisi vezani uz lasersko čišćenje
- Primjer laserskog čišćenja mramora (video)